# 반딧불이의 무덤
《반딧불이의 무덤》(火垂るの墓 호타루노하카[*])는 노사카 아키유키의 일본 소설이다. 제58회(1967년) 나오키 산주고 상을 수상했다.
1945년 효고현 고베시 근교를 배경으로, 부모님을 잃은 남매(오빠가 1931년생 여동생은 1941년생)가 종전 전후의 혼란 속에서 필사적으로 살아가려 하지만, 그 뜻을 이루지 못하고 비극적인 죽음을 맞이하는 모습을 그리고 있다.
1988년 스튜디오 지브리의 타카하타 이사오 감독이 애니메이션으로 제작했으며, 2005년에는 텔레비전 드라마, 2009년에는 실사 영화로도 제작됐다.

## 같이 보기
- 반딧불의 묘